# Ootmarsum
Ootmarsum ist eine Stadt in der Region Twente. Sie gehört zur Gemeinde Dinkelland in der niederländischen Provinz Overijssel. Die Einwohnerzahl beträgt rund 4500 (Stand: 1. Januar 2024).

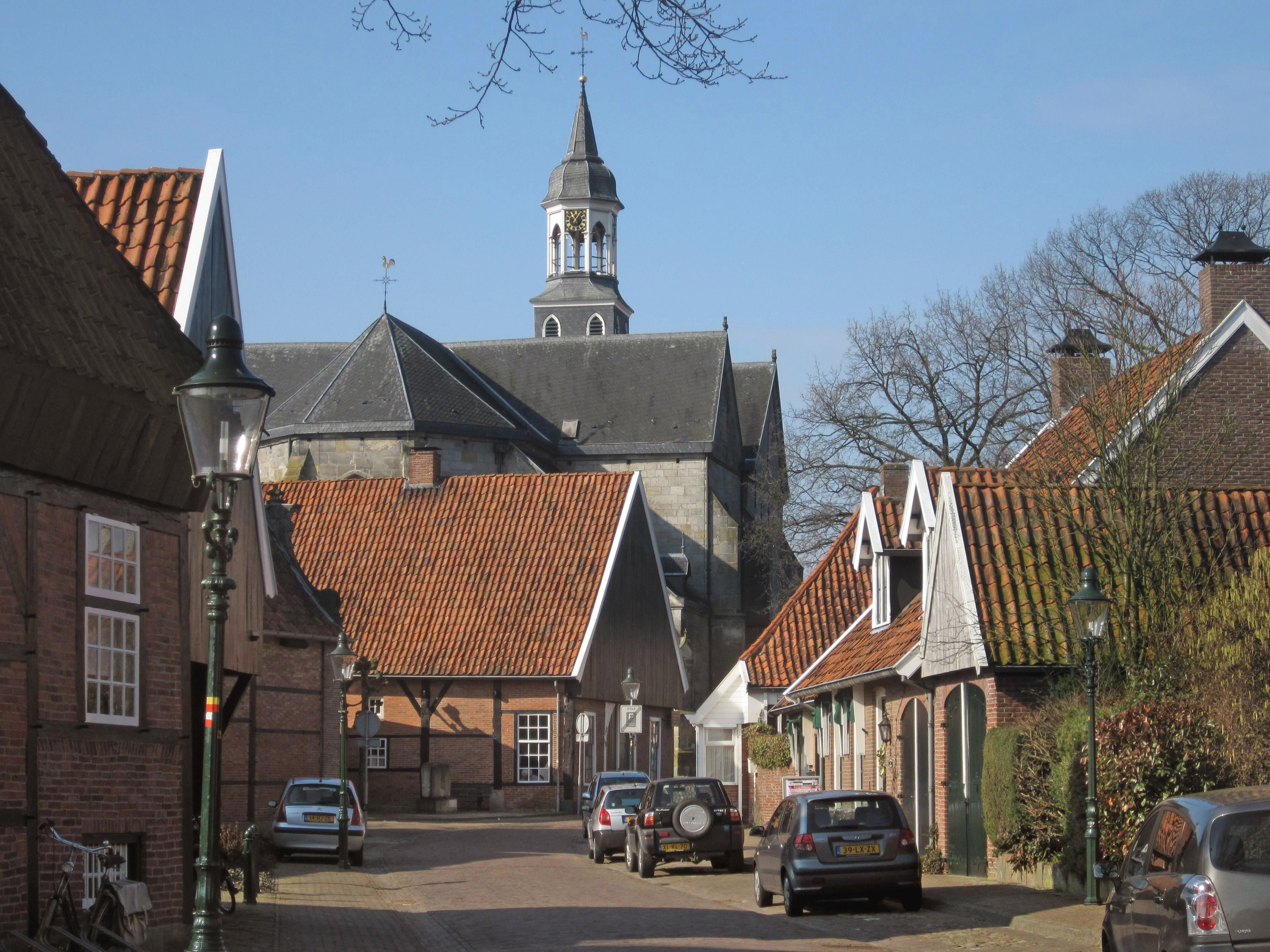
Altstadt – Blick auf die katholische Kirche

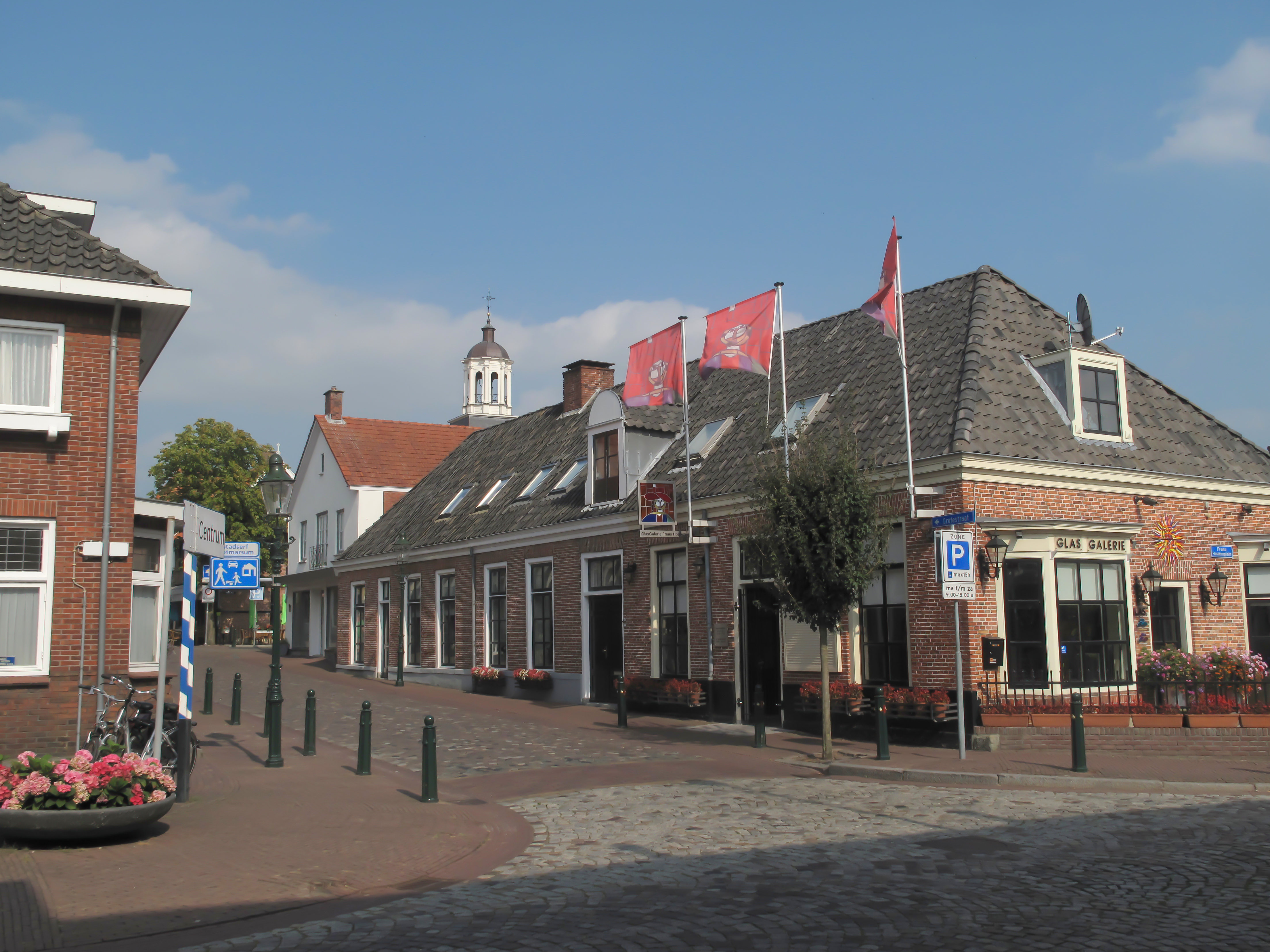
Grotestraat-Almelosestraat

## Geschichte
Für das Jahr 917 ist der Tod des Bischofs Radbod von Utrecht in Ootmarsum nachgewiesen. Zu der Zeit stand auch schon eine kleine Kirche oder eine Kapelle im Ort.
Als Knotenpunkt für den Handel von West-Nederland nach Norddeutschland gewann der Ort an Bedeutung und erhielt 1314 Stadtrechte, was das Recht auf Abhaltung eines Jahrmarkts sowie den Bau von Verteidigungsanlagen  beinhaltete. Um 1600 wurden die Verteidigungsanlagen zusammen mit zwei Stadttoren abgerissen.
Ootmarsum erlangte auch als Verwaltungszentrum Bedeutung. Es beherbergte den bischöflichen Lehnhof sowie die Kommende des  Deutschen Ordens.
Von der industriellen Revolution konnte der Ort wegen fehlender Verkehrsanschlüsse kaum profitieren – weder Kanal noch Eisenbahn führten durch Ootmarsum. Daher hat die Stadt bis heute ihr mittelalterliches Aussehen erhalten.
Am 22. März 2001 wurde die bis dahin bestehende Gemeinde Ootmarsum in die Gemeinde Denekamp eingegliedert, heute Gemeinde Dinkelland.

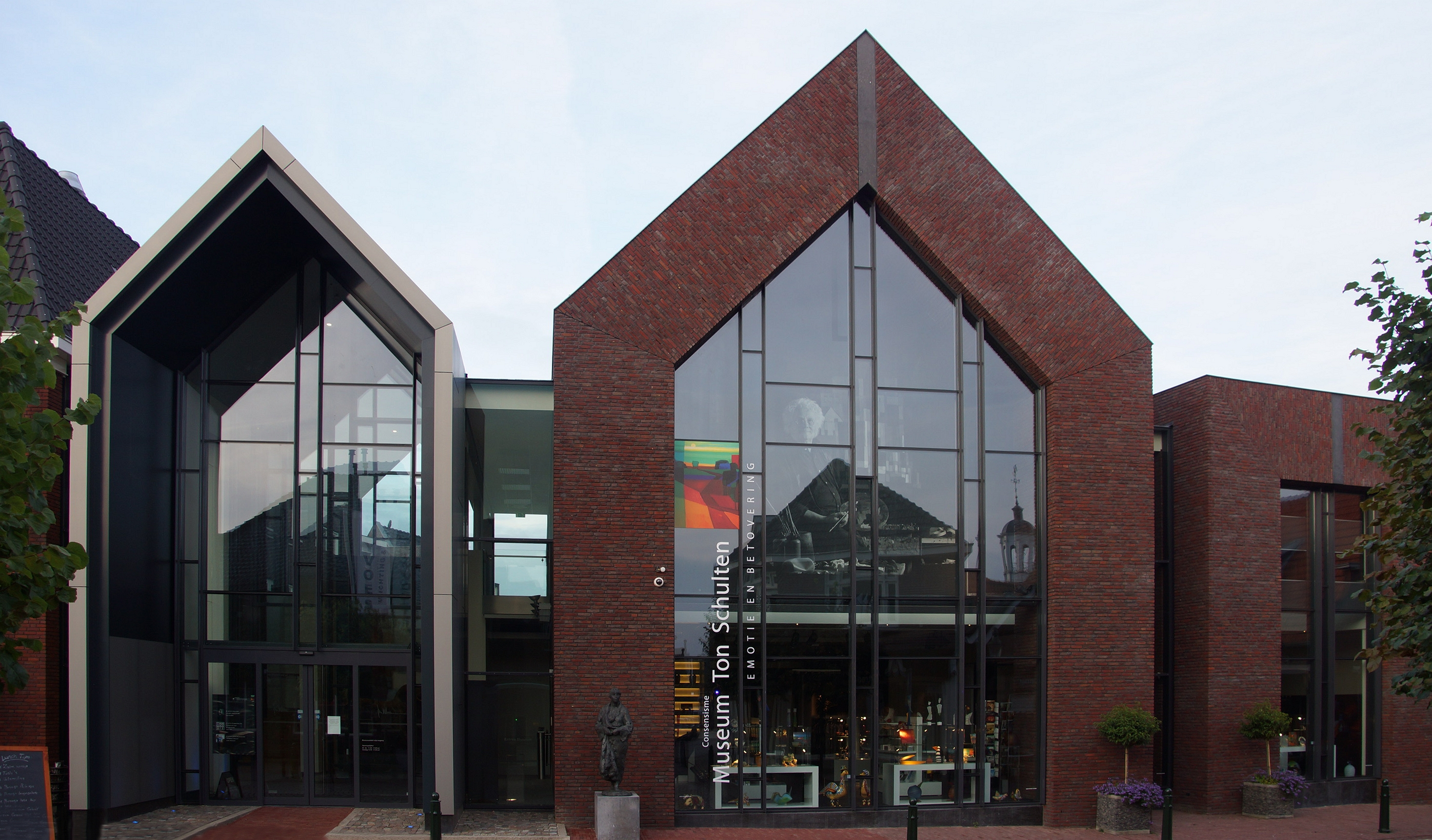
Das Museum Ton Schulten in Ootmarsum

## Tourismus
Heute ist Ootmarsum mit seinen vielen Galerien als Kunststadt des niederländischen Ostens bekannt. Dort befinden sich verschiedene Galerien, von denen die Galerien von Ton Schulten und Annemiek Punt seit ihrer Ankunft Anfang der 1990er Jahre die ältesten sind.

## Sehenswürdigkeiten
- Rathaus: Das zweistöckige Gebäude stammt aus dem Jahr 1777. Das Walmdach trägt einen oktogonalen Dachreiter mit Uhr. Die dreiachsige Nord-Ost-Fassade mit Ecklisenen weist Zierelemente in den Formen des Rokoko auf. Über dem von Lisenen eingefassten Eingangsportal ist das Stadtwappen zu sehen, das von zwei Löwen gehalten wird.
- Cremershaus: Das Kaufmannshaus aus dem Jahre 1656 steht an der Marktstraat 3. Es wurde als Fachwerkhaus errichtet, erhielt aber dann einen backsteinernen Vorgiebel in Stufenform mit Voluten und weiteren Zierelementen aus Bentheimer Sandstein.
- Drostenhaus: An der Walstraat steht ein kleines Haus, das sich durch einen Dachreiter mit Glocke sowie einen Volutengiebel von den Nachbargebäuden absetzt. Die Backsteinfassade wird durch Sandsteinelemente ergänzt. Die zweiflügelige Oberlichttür ist portikusartig umrahmt.

Hier war der Sitz des Drosten von Twente, des Vertreters des Landesherren, dem auch die Rechtsprechung oblag.

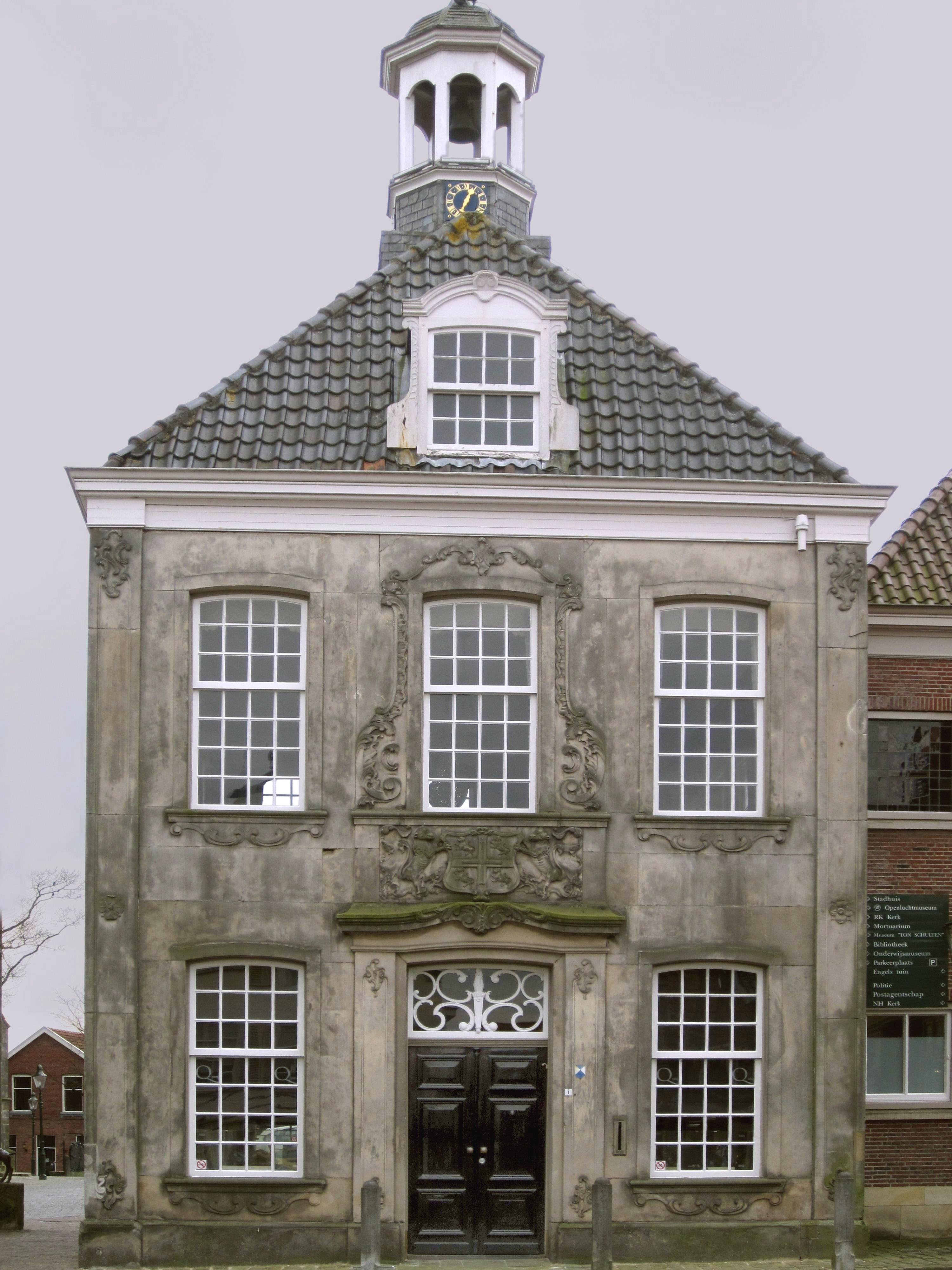
Rathaus von 1777
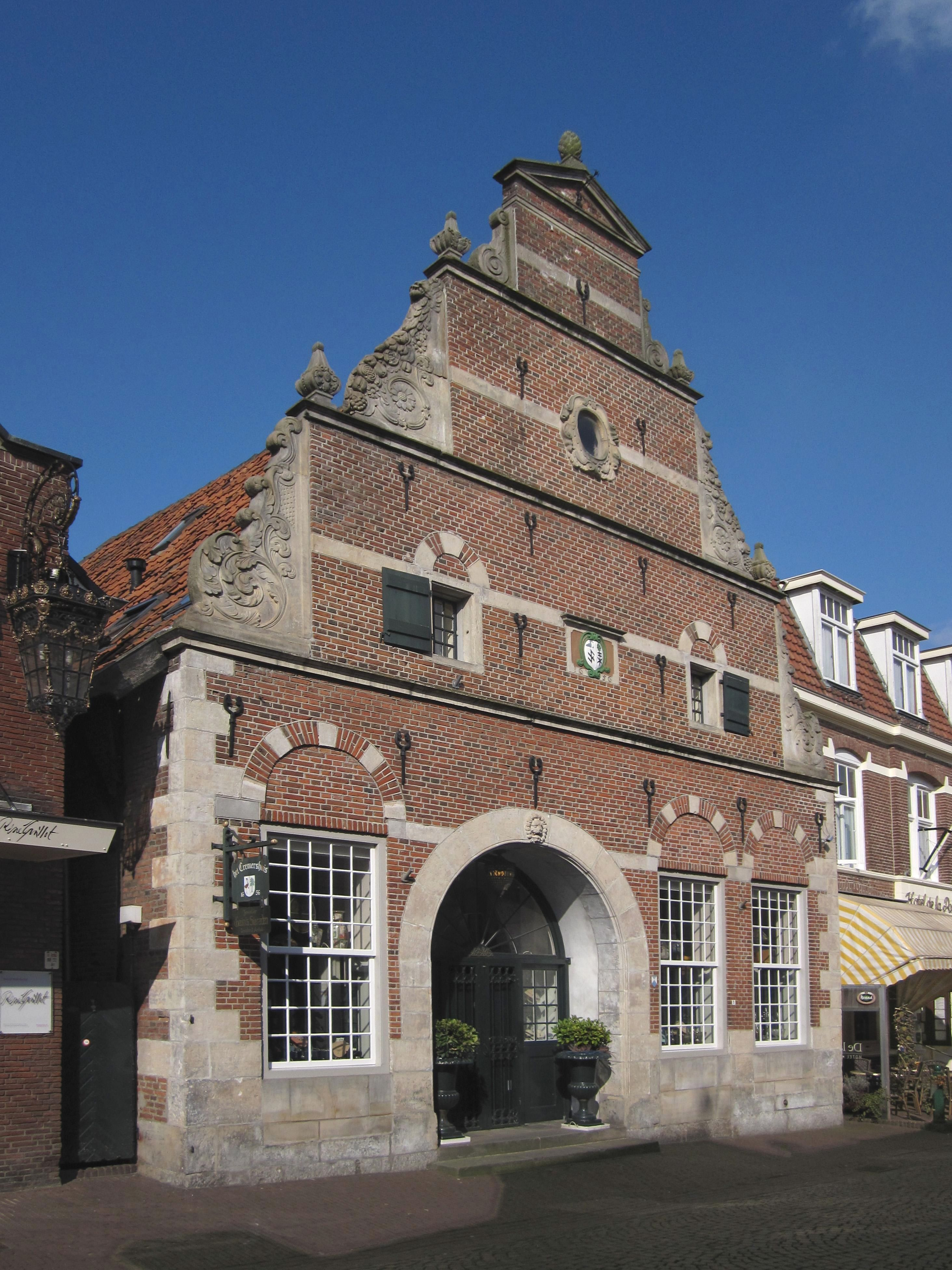
Cremershus von 1656
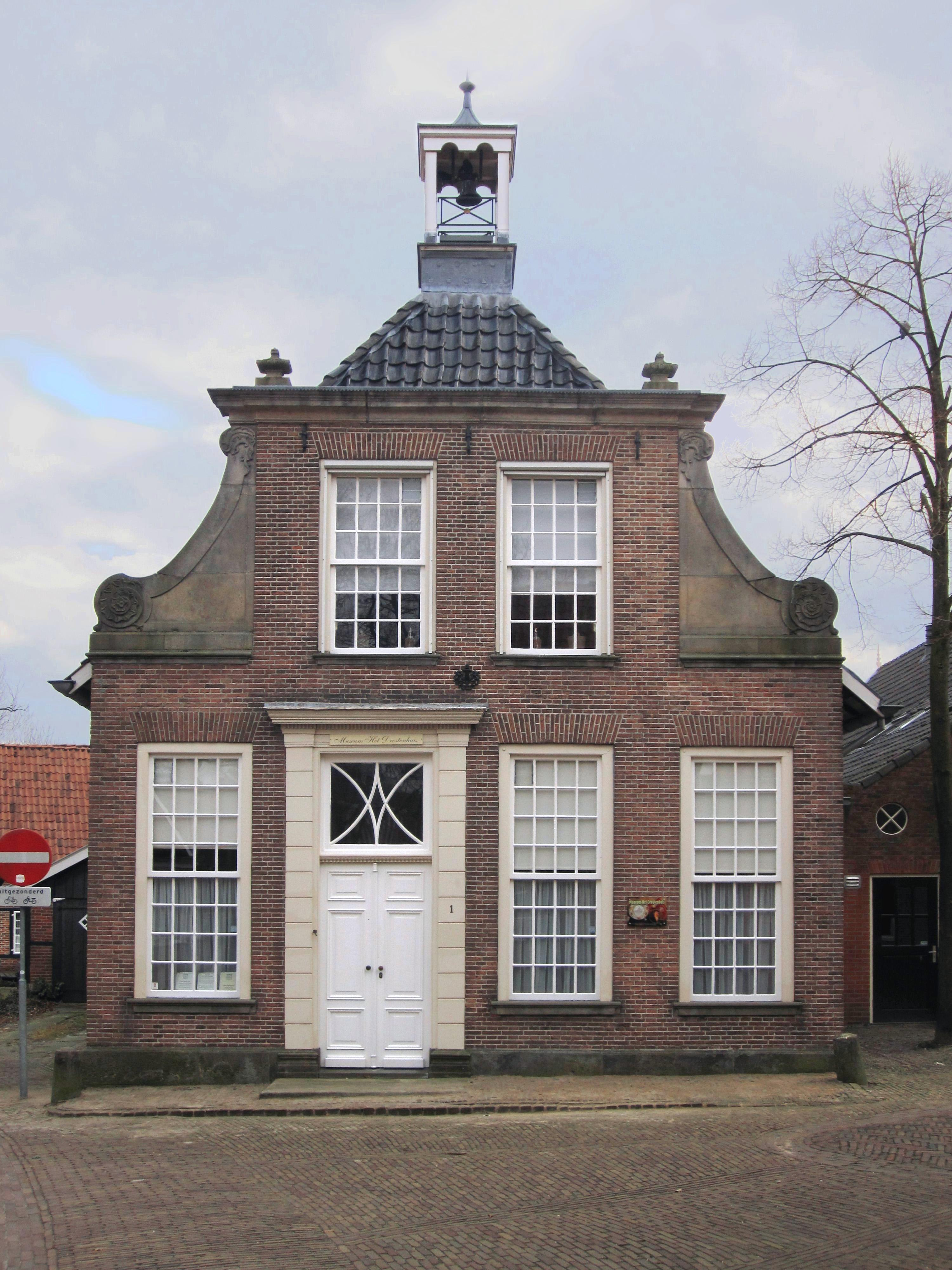
Drosthoes

- Römisch-katholische Kirche (H. H. Simon en Judaskerk): Das Gebäude wurde in den Jahren 1196 bis 1220 aus Bentheimer Sandstein errichtet. Es handelt sich um eine Pseudobasilika der westfälischen Romano-Gotik, wie sie in den Niederlanden einzigartig ist. Ursprünglich besaß die Kirche einen Westturm, der 1839 wegen Baufälligkeit abgerissen und durch einen hölzernen Dachreiter ersetzt wurde. Zwischen 1639 und 1810 befand sich das Kirchengebäude im Besitz der niederländisch-reformierten-Kirche, wurde aber dann auf Befehl Napoleons I. an die römisch-katholische Kirche zurückgegeben.
- Niederländisch-reformierte-Kirche: Am Ganzenmarkt steht die reformierte Kirche, die nach Rückgabe der Hauptkirche an die römisch-katholische Gemeinde im Jahr 1810 gebaut wurde. Die Fassade zeigt die Form eines klassischen antiken Tempels.

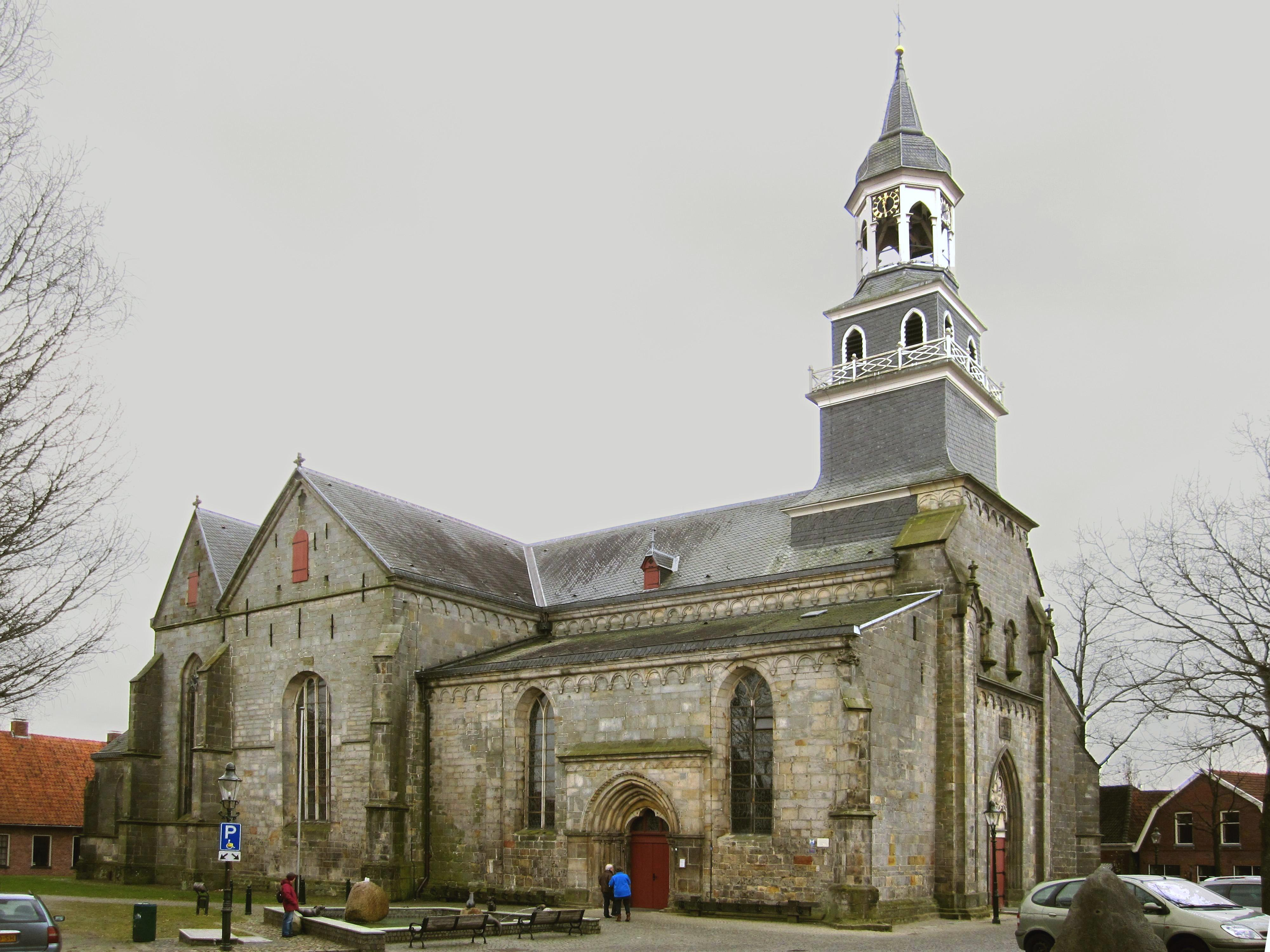
Katholische Kirche (1196 bis 1220)
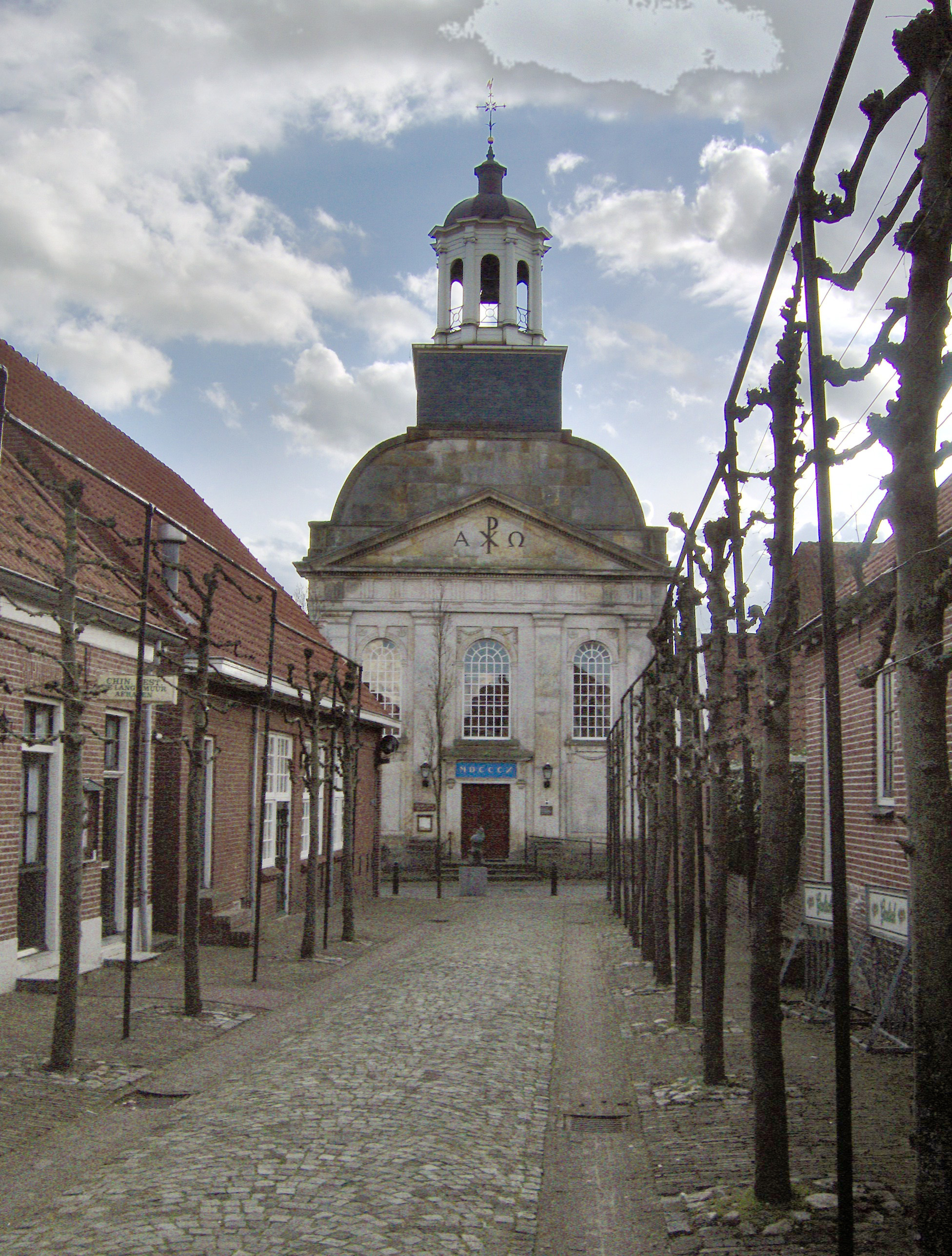
Reformierte Kirche von 1810

## Ausflugsziele in der Nähe
- Nördlich von Ootmarsum befindet sich das landschaftlich reizvolle Naturreservat Het Springendal.
- In Twente können Besucher im Freilichtmuseum Ootmarsum erleben, wie die Landbevölkerung in den letzten Jahrhunderten lebte.
- Das Wonderryck in Twente ist ein interaktives Naturkundemuseum, das die Entwicklung der Landschaft und der regionalen Tierwelt zeigt.
- Das Cosmos-Entdeckerzentrum für Wetter- und Sternenkunde ist eine Sternenwarte mit Filmsaal. Im Planetarium, einer Kuppel mit sechs Metern Durchmesser und Sternenprojektor, sehen die Besucher den Sternenhimmel, Im Observatorium steht das größte öffentlich zugängliche Teleskop der Niederlande. Im Garten ist eine Sonnenuhr zu sehen.
- Die Wassermühle Singraven ist die einzige Holzsägemühle der Niederlande. Sie ist öffentlich zugänglich und wird seit 2011 von freiwilligen Müllern der „Molenstichting Lattrop-Tilligte“ betrieben.

## Söhne und Töchter
In Ootmarsum geboren
- Johann Georg van Caspel (1870–1928), Maler, Architekt und Plakatkünstler
- Ton Schulten (* 1938), Maler
- Han Polman (* 1963), Politiker
- Tom Veelers (* 1984), Radrennfahrer
- Tess von Piekartz (* 1992),  Volleyballspielerin

Mit Ootmarsum verbunden
- Martin Pieckenhagen (* 1971), ehemaliger deutscher Fußballtorhüter und heutiger -funktionär, lebte während seiner Spielerzeit bei Heracles Almelo (2005–2010) in Ootmarsum[2]